# Мегхна
Ме́гхна (англ. Meghna, бенг. মেঘনা নদী) — одна из крупнейших рек Бангладеш и одна из трёх рек, формирующих дельту Ганга — самую крупную дельту в мире. Являясь частью речной системы Сурма-Мегхна, Мегхна образуется в Бангладеш в результате слияния нескольких рек, берущих своё начало в холмистой местности Восточной Индии. Сливаясь с рекой Падма в округе Чандпур, река впадает в Бенгальский залив в округе Бхола.

Мегхна на карте

Из всех рек, берущих своё начало на территории Бангладеш, Мегхна является наиболее широкой, достигая максимальной ширины в 12 км в округе Бхола. Несмотря на свой спокойный вид, река ежегодно является причиной смерти многих людей. В прошлом, на реке затонуло несколько пассажирских паромов (таких как MV Salahuddin-2 и MV Nasrin-1) в результате чего погибли сотни людей.